# Казаева, Анастасия Ивановна
Анастасия Ивановна Казаева (1917—2005) — советский бригадир совхоза «Уковский» Иркутской области, передовик производства в сельском хозяйстве. Герой Социалистического Труда (1966).

## Биография
Родилась 19 декабря 1917 года в деревне Сиксяево Оренбургской губернии в крестьянской семье.
В 20-х годах семья А. И. Казаевой переехала в Сибирь в Восточно-Сибирский край.
С 1932 года А. И. Казаевой начала свою трудовую деятельность свинаркой в совхозе «Ленинский» Куйтунского района Восточно-Сибирского края. С первых же лет работы А. И. Казаева показала высокую производительность труда, работая постоянно с перевыполнением государственного плана и повышением эффективности качества работы.
22 февраля 1936 года «за выдающиеся трудовые достижения и за высокие показатели по итогам работы в 1935 году» Указом Президиума Верховного Совета СССР Анастасия Ивановна Казаева была награждена Орденом Ленина.
С 1939 года после окончания Иркутского сельскохозяйственного техникума, А. И. Казаева работала — зоотехником, а с 1942 года, в период и после Великой Отечественной войны — бригадиром в совхозе «Уковский» Куйтунского района. 15 мая 1951 года за отличие в труде А. И. Казаева была награждена Медалью «За трудовое отличие».
Анастасия Ивановна Казаева была постоянным участником Всесоюзной выставки достижений народного хозяйства СССР в Москве и за свои достижения награждалась двумя серебряными медалями ВДНХ.
23 марта 1966 года  Указом Президиума Верховного Совета СССР «за достигнутые успехи в развитии животноводства, увеличении производства и заготовок мяса, молока, яиц, шерсти и другой продукции» Анастасия Ивановна Казаева была удостоена звания Героя Социалистического Труда с вручением Ордена Ленина и золотой медали «Серп и Молот».
А. И. Казаева охотно делилась накопленным опытом по откорму свиней с молодыми работницами, многие из которых стали знатными животноводами и передовиками производства..
8 апреля 1971 года «за выдающиеся достижения в области развития народного хозяйства» Указом Президиума Верховного Совета СССР Анастасия Ивановна Казаева была награждена Орденом Октябрьской революции.
А. И. Казаева избиралась членом Иркутского областного комитета КПСС и делегатом XXIII съезда КПСС (1966).
После выхода на заслуженный отдых жила в поселке Ук, Нижнеудинского района Иркутской области.
Скончалась 16 июля 2005 года.

## Награды
- Медаль «Серп и Молот» (22.3.1966)
- Два Ордена Ленина (22.02.1936, 22.3.1966)
- Орден Октябрьской революции (08.4.1971)
- Медаль «За трудовое отличие» (15.5.1951)
- две серебряные медали ВДНХ